# Henri Deglane
Jean Henri Deglane (ur. 22 czerwca 1902 w Limoges, zm. 7 lipca 1975 w Chamalières) – francuski zapaśnik walczący w stylu klasycznym. Złoty medalista olimpijski z Paryża 1924, w wadze ciężkiej.

## Letnie Igrzyska Olimpijskie 1924
| Konkurencja            | Rundy eliminacyjne  | Rundy eliminacyjne      | Rundy eliminacyjne  | Rundy eliminacyjne    | Rundy eliminacyjne   | Rundy eliminacyjne      | Klas. końcowa |
| Konkurencja            | Przeciwnik I        | Przeciwnik II           | Przeciwnik III      | Przeciwnik IV         | Przeciwnik V         | Przeciwnik VI           | Miejsce       |
| ---------------------- | ------------------- | ----------------------- | ------------------- | --------------------- | -------------------- | ----------------------- | ------------- |
| 82,5 kg styl klasyczny | Poul Hansen (DEN) Z | Claes Johansson (SWE) Z | Ottó Szelky (HUN) Z | Ernst Nilsson (SWE) Z | Rajmund Badó (HUN) Z | Edil Rosenqvist (FIN) Z | 1.            |